# Sona Taumalolo

a Compétitions nationales et continentales officielles uniquement.

b Matchs officiels uniquement.
Dernière mise à jour le 7 septembre 2021.
Fakaa'nalua Ki Arizona Taumalolo dit Sona Taumalolo, né le 13 novembre 1981 à Ha'akame, est un joueur de rugby à XV tongien. Il joue en équipe des Tonga et évolue au poste de pilier.

## Biographie

### Débuts en Nouvelle-Zélande
De 2005 à 2012, Sona Taumalolo joue aux Chiefs en Super 15 (depuis 2009) et la province d'Hawke's Bay en Air NZ Cup.
Sona Taumalolo obtient sa première sélection en équipe nationale le 2 juillet 2011 contre les Fidji. Il fait partie de l'effectif retenu par Isitolo Maka pour disputer la coupe du monde 2011 en Nouvelle-Zélande. Il est remplaçant lors du premier match de la compétition contre la Nouvelle-Zélande le 9 septembre 2011, il marque un essai. Il joue les quatre rencontres de la poule A et notamment la victoire des Tonga face à la France (19-14). Il fait ensuite une saison remarquable en Super XV en marquant 9 essais (autant que les meilleurs ailiers de l'hémisphère sud). Les Chiefs remporte la compétition en s'imposant en finale face aux Sharks (37-6). Il est désigné meilleur pilier gauche de la saison dans ce super XV.

### Départ en France
En 2012, il signe un contrat de trois saisons à l'USA Perpignan pour la saison 2012-2013 qu'il quitte pour le Racing Métro 92 pour la saison 2014-2015. pour la saison 2015-2016, il s'engage au FC Grenoble.
Sona Taumalolo est retenu dans l'équipe des Tonga pour disputer la Coupe du monde 2015 se disputant en Angleterre. Il dispute trois matches de la poule C contre la Géorgie, l'Argentine et la Nouvelle-Zélande.
Après deux saisons en Top 14, le club est relégué en Pro D2 pour la saison 2017-2018. Les Grenoblois terminent à la troisième place du classement final et participent ainsi aux phases finales du championnat. Taumalolo inscrit deux essais en demi-finale face à Montauban et à la suite de la défaite grenobloise en finale, un nouvel essai face au treizième du Top 14, Oyonnax. Cette victoire permet aux isérois de remonter en Top 14.
En fin de contrat en juin 2018, Taumalolo signe pour une saison supplémentaire avec Grenoble. Mais le 30 juin 2018, le staff médical grenoblois le déclare inapte à la poursuite du rugby de haut niveau et le joueur voit son contrat résilié. Faisant appel à des médecins mandaté par la LNR, Taumalolo est finalement autoriser à poursuivre sa carrière en août 2018. Peu de temps après il signe un contrat d'un an à Provence rugby.

## Palmarès
- Vainqueur du Super Rugby en 2012 avec les Chiefs
- Vainqueur du barrage d'accession au championnat de France en 2018 avec le FC Grenoble